# Canale di Gozo
Il canale di Gozo (in maltese Il-Fliegu ta’ Ghawdex, in inglese Gozo Channel, in italiano originariamente Canale del Freo) è un breve tratto di mare Mediterraneo che separa l'isola di Gozo dall'isola di Malta.
Caratterizzato da fondali relativamente bassi, ha una larghezza massima di 6,7 km, mentre nel punto più stretto misura circa 4,4 km. Al centro del canale si trovano le due isole di Comino e Cominotto, meta di un elevato traffico di barche da diporto e turistiche. Il canale è anche interessato da un servizio di traghettamento, sia passeggeri che auto, operato dalla Gozo Channel Company Limited ed è attivo tutto l'anno. Collega le due isole maltesi dai porti di Mugiarro (a Gozo) e Circheva (sull'isola principale).